# Discografia de Shirley Bassey
Este artigo apresenta a discografia de Shirley Bassey.
Os maiores álbuns solo de Bassey são a The Shirley Bassey Singles Album, atingindo a posição #2 e ganhando um disco de ouro, e a edição limitada de álbum duplo, Shirley Bassey 25th Anniversary Album, um disco de platina pelo 3º em 1978 (UK Albums Chart). Seu álbum Top 10 Something é o seu mais vendido álbum de estúdio, permanecendo no UK Albums Chart durante cinco meses.Bassey tem dois singles #1 no Reino Unido a seu crédito: "As I Love You" e o duplo Lado A "Reach for the Stars" / "Climb Ev'ry Mountain", bem como a #1 na parada dance; "History Repeating" em 1997. Com o lançamento de "The Living Tree", em 2007, ela marcou um período de 50 anos das aparições no UK Singles Chart.
Apesar de seu álbum solo só ter entrado no Top 20 de um gráfico dos E.U.A (R&B), Live at Carnegie Hall, ela gozou cinco top 10 singles nas paradas americanas durante as décadas: "Goldfinger" (sua única Billboard Hot 100 Top 10); "Something", "Never, Never, Never", "History Repeating" e "Get the Party Started".

## Álbuns

### Álbuns de estúdio
| 1957                                                                | Born to Sing the Blues (10" LP)                                                           | Philips               | —  | —  | —   | —  | —      |
| 1959                                                                | The Bewitching Miss Bassey                                                                | Philips               | —  | —  | —   | —  | —      |
| 1959                                                                | The Fabulous Shirley Bassey                                                               | EMI Columbia          | 12 | —  | —   | —  | —      |
| 1961                                                                | Shirley                                                                                   | EMI Columbia          | 9  | —  | —   | —  | —      |
| 1961                                                                | Shirley Bassey                                                                            | EMI Columbia          | 14 | —  | —   | —  | —      |
| 1962                                                                | Let's Face the Music issued in the US as Shirley Bassey Sings The Hit Song From "Oliver!" | EMI Columbia          | 12 | —  | —   | —  | —      |
| 1965                                                                | Shirley Stops the Shows issued in the US as Shirley Bassey Belts the Best!                | EMI Columbia          | —  | —  | 85  | —  | —      |
| 1966                                                                | I've Got a Song for You processada nos EUA como Shirley Means Bassey                      | United Artists        | 26 | —  | —   | —  | —      |
| 1967                                                                | And We Were Lovers                                                                        | United Artists        | —  | —  | —   | —  | —      |
| 1968                                                                | 12 of Those Songs                                                                         | EMI Columbia          | 38 | —  | —   | —  | —      |
| 1968                                                                | This Is My Life                                                                           | United Artists        | —  | —  | —   | —  | —      |
| 1968                                                                | This Is My Life (La vita) (Lançamento Italiano)                                           | United Artists        | —  | —  | —   | —  | —      |
| 1969                                                                | Does Anybody Miss Me                                                                      | United Artists        | —  | —  | —   | —  | —      |
| 1970                                                                | Something issued in the US as Shirley Bassey Is Really "Something"                        | United Artists        | 5  | 23 | 105 | 29 | —      |
| 1971                                                                | Something Else                                                                            | United Artists        | 7  | —  | 123 | —  | —      |
| 1972                                                                | I Capricorn                                                                               | United Artists        | 13 | —  | 94  | —  | —      |
| 1972                                                                | And I Love You So                                                                         | United Artists        | 24 | —  | 171 | —  | —      |
| 1973                                                                | Never Never Never                                                                         | United Artists        | 10 | —  | 60  | 34 | Silver |
| 1974                                                                | Nobody Does It Like Me                                                                    | United Artists        | —  | 32 | 142 | —  | —      |
| 1975                                                                | Good, Bad but Beautiful                                                                   | United Artists        | 13 | —  | 186 | 54 | Silver |
| 1976                                                                | Love Life and Feelings                                                                    | United Artists        | 13 | —  | 149 | —  | Silver |
| 1977                                                                | You Take My Heart Away                                                                    | United Artists        | 34 | —  | —   | —  | —      |
| 1978                                                                | Yesterdays                                                                                | United Artists        | —  | —  | —   | —  | —      |
| 1979                                                                | The Magic Is You                                                                          | United Artists        | 40 | 10 | —   | —  | —      |
| 1982                                                                | All by Myself issued in the UK and other some other countries as Love Songs               | Applause              | 48 | —  | —   | —  | —      |
| 1984                                                                | I Am What I Am                                                                            | Towerbell             | 25 | —  | —   | —  | Gold   |
| 1989                                                                | La Mujer                                                                                  | Mercury PolyGram      | —  | —  | —   | —  | —      |
| 1991                                                                | Keep the Music Playing                                                                    | FreeStyle Dino        | 25 | —  | —   | —  | —      |
| 1992                                                                | The Bond Collection                                                                       | Icon Records          | —  | —  | —   | —  | —      |
| 1993                                                                | Sings the Songs of Andrew Lloyd Webber                                                    | EMI MFP Premier       | 34 | —  | —   | —  | —      |
| 1995                                                                | Sings the Movies                                                                          | PolyGram TV           | 24 | —  | —   | —  | Prata  |
| 1996                                                                | The Show Must Go On                                                                       | PolyGram TV           | 47 | —  | —   | —  | Prata  |
| 2000                                                                | The Remix Album...Diamonds are Forever                                                    | EMI                   | 62 | —  | —   | —  | —      |
| 2003                                                                | Thank You for the Years                                                                   | Sony TV Citrus        | 19 | —  | —   | —  | Prata  |
| 2007                                                                | Get the Party Started                                                                     | Lock Stock and Barrel | 6  | —  | —   | —  | —      |
| 2009                                                                | The Performance                                                                           | Geffen                | 20 | —  | —   | —  | —      |
| "—" o álbum falhou nas paradas ou não foi lançado nesse território. |                                                                                           |                       |    |    |     |    |        |

### Álbuns ao vivo
| 1965                                                                            | Shirley Bassey at the Pigalle issued in the US as In Person | EMI Columbia   | 15 | —   | —  | — |
| 1970                                                                            | Live at Talk of the Town                                    | United Artists | 38 | —   | —  | — |
| 1973                                                                            | Live at Carnegie Hall                                       | United Artists | —  | 136 | 20 | — |
| 1974                                                                            | Live in Japan (Japanese release)                            | United Artists | —  | —   | —  | — |
| 1978                                                                            | Live in Japan '77 (Japanese release)                        | United Artists | —  | —   | —  | — |
| 1997                                                                            | The Birthday Concert (Grammy Award nomination)              | Artful         | —  | —   | —  | — |
| "—" denotes releases that did not chart or were not released in that territory. |                                                             |                |    |     |    |   |

### Compilações
| 1968                                                                            | Golden Hits of Shirley Bassey                     | 28 | —       |
| 1971                                                                            | It's Magic                                        | 32 | —       |
| 1971                                                                            | The Fabulous Shirley Bassey                       | 48 | —       |
| 1972                                                                            | The Shirley Bassey Collection                     | 37 | —       |
| 1974                                                                            | The Very Best of Shirley Bassey                   | —  | Prata   |
| 1975                                                                            | The Shirley Bassey Singles Album                  | 2  | Ouro    |
| 1975                                                                            | The Shirley Bassey Collection Volume II           | —  | —       |
| 1976                                                                            | Shirley Bassey                                    | —  | Prata   |
| 1976                                                                            | Thoughts of Love                                  | 15 | Gold    |
| 1978                                                                            | 25th Anniversary Album                            | 3  | Platina |
| 1992                                                                            | The Best of Shirley Bassey                        | 27 | —       |
| 1994                                                                            | Bassey - The EMI/UA Years 1959 - 1979             | —  | —       |
| 1996                                                                            | 20 of the Best                                    | —  | Gold    |
| 1996                                                                            | Four Decades of Song                              | —  | —       |
| 2000                                                                            | The Greatest Hits - This Is My Life               | 54 | Gold    |
| 2006                                                                            | The Complete EMI/Columbia Singles Collection      | —  | —       |
| 2009                                                                            | Burn My Candle - The Complete Early Years 1956-58 | —  | —       |
| "—" denotes releases that did not chart or were not released in that territory. |                                                   |    |         |

### Outros álbuns notáveis
| 1959                                                                            | Show Boat                                          | —  | —      |
| 1971                                                                            | Big Spender (reissue of And We Were Lovers)        | 27 | —      |
| 1971                                                                            | What Now My Love (reissue of Let's Face The Music) | 17 | —      |
| 1993                                                                            | 10,000 Voices II                                   | —  | —      |
| 1999                                                                            | Land of My Fathers (#1 UK compilation chart)       | —  | Silver |
| 2002                                                                            | Party at the Palace                                | —  | —      |
| "—" denotes releases that did not chart or were not released in that territory. |                                                    |    |        |

## Singles
| 1956                                                                            | "Burn My Candle (At Both Ends)" b/w "Stormy Weather"                                         | Philips             | The Bewitching Miss Bassey             | —                    | —  | —  |   |
| 1956                                                                            | "The Wayward Wind" b/w "Born to Sing the Blues"                                              | Philips             | align="center"\|Sem Álbum              | —                    | —  | —  |   |
| 1956                                                                            | "After the Lights Go Down Low" b/w "If You Don't Love Me"                                    | Philips             | align="center"\|Sem Álbum              | —                    | —  | —  |   |
| 1957                                                                            | "Banana Boat Song" b/w "Tra La La"                                                           | Philips             | The Bewitching Miss Bassey             | 8                    | —  | —  |   |
| 1957                                                                            | "If I Had a Needle and Thread" b/w "Tonight My Heart She Is Crying"                          | Philips             | Sem Álbum                              | —                    | —  | —  |   |
| 1957                                                                            | "Fire Down Below" b/w "You, You Romeo"                                                       | Philips             | The Bewitching Miss Bassey             | 30                   | —  | —  |   |
| 1957                                                                            | "You, You Romeo" (B-Side to "Fire Down Below")                                               | Philips             | The Bewitching Miss Bassey             | 29                   | —  | —  |   |
| 1957                                                                            | "Puh-Leeze! Mister Brown" b/w "Take My Love, Take My Love"                                   | Philips             | Sem Álbum                              | —                    | —  | —  |   |
| 1958                                                                            | "Kiss Me, Honey, Honey, Kiss Me" b/w "There's Never Been A Night"                            | Philips             | The Bewitching Miss Bassey             | 3                    | —  | —  |   |
| 1959                                                                            | "As I Love You" b/w "Hands Across the Sea"                                                   | Philips             | The Bewitching Miss Bassey             | 1                    | —  | —  |   |
| 1959                                                                            | "Love for Sale" b/w "Crazy Rhythm"                                                           | Philips             | The Bewitching Miss Bassey             | —                    | —  | —  |   |
| 1959                                                                            | "My Funny Valentine" b/w "How About You?"                                                    | Philips             | The Bewitching Miss Bassey             | —                    | —  | —  |   |
| 1959                                                                            | "Night and Day" b/w "The Gypsy In My Soul"                                                   | Philips             | The Bewitching Miss Bassey             | —                    | —  | —  |   |
| 1959                                                                            | "If You Love Me (Really Love Me)" b/w "Count On Me"                                          | Columbia            | Sem Álbum                              | —                    | —  | —  |   |
| 1960                                                                            | "With These Hands" b/w "The Party's Over"                                                    | Columbia            | Sem Álbum                              | 38                   | —  | —  |   |
| 1960                                                                            | "The Birth of the Blues" b/w " Careless Love Blues"                                          | Philips             | Born to Sing the Blues                 | —                    | —  | —  |   |
| 1960                                                                            | "As Long as He Needs Me" b/w "So in Love"                                                    | Columbia            | Sem Álbum                              | 2                    | —  | —  |   |
| 1961                                                                            | "You'll Never Know" b/w "Hold me Tight"                                                      | Columbia            | Sem Álbum                              | 6                    | —  | —  |   |
| 1961                                                                            | "Reach for the Stars" c/w "Climb Ev'ry Mountain" (duplo Lado A)                              | Columbia            | Sem Álbum                              | 1                    | —  | —  |   |
| 1961                                                                            | "I'll Get By" b/w "Who we Are"                                                               | Columbia            | Sem Álbum                              | 10                   | —  | —  |   |
| 1962                                                                            | "Tonight" b/w "Let's Start All Over Again"                                                   | Columbia            | Sem Álbum                              | 21                   | —  | —  |   |
| 1962                                                                            | "Ave Maria" b/w "You'll Never Walk Alone"                                                    | Columbia            | Sem Álbum                              | 31                   | —  | —  |   |
| 1962                                                                            | "Far Away" b/w "My Faith"                                                                    | Columbia            | Sem Álbum                              | 24                   | —  | —  |   |
| 1962                                                                            | "What Now My Love?" b/w "Above All Others"                                                   | Columbia            | Sem Álbum                              | Let's Face the Music | 5  | —  | — |
| 1963                                                                            | "What Kind of Fool am I?" b/w "Till"                                                         | Columbia            | Sem Álbum                              | 47                   | —  | —  |   |
| 1963                                                                            | "I (Who Have Nothing)" b/w "How Can You Tell?"                                               | Columbia            | Sem Álbum                              | 6                    | —  | —  |   |
| 1963                                                                            | "Puh-Leeze! Mister Brown" b/w "The Wayward Wind" (re-release)                                | Philips             | Sem Álbum                              | —                    | —  | —  |   |
| 1964                                                                            | "My Special Dream" b/w "You"                                                                 | Columbia            | Sem Álbum                              | 32                   | —  | —  |   |
| 1964                                                                            | "Gone" b/w "Your Love"                                                                       | Columbia            | Sem Álbum                              | 36                   | —  | —  |   |
| 1964                                                                            | "Who Can I Turn To?" b/w "To Be Loved By A Man"                                              | Columbia            | Sem Álbum                              | —                    | —  | —  |   |
| 1964                                                                            | "Goldfinger" b/w "Strange How Love Can Be"                                                   | Columbia            | Goldfinger OST                         | 21                   | 8  | 2  |   |
| 1964                                                                            | "Now" b/w "How Can You Believe?"                                                             | Columbia            | Sem Álbum                              | —                    | —  | —  |   |
| 1965                                                                            | "No Regrets" b/w "Seesaw Of Dreams"                                                          | Columbia            |                                        | 39                   | —  | —  |   |
| 1965                                                                            | "It's Yourself" b/w "Secrets"                                                                | Columbia            |                                        | —                    | —  | 38 |   |
| 1966                                                                            | "The Liquidator" b/w "Sunshine"                                                              | Columbia            | The Liquidator OST                     | —                    | —  | —  |   |
| 1966                                                                            | "Don't Take the Lovers from the World" b/w "Take Away"                                       | United Artists      |                                        | —                    | —  | —  |   |
| 1966                                                                            | "Shirley" b/w "Who Could Love Me"                                                            | United Artists      |                                        | —                    | —  | —  |   |
| 1967                                                                            | "The Impossible Dream" b/w "Do I Look Like A Fool"                                           | United Artists      | And We Were Lovers                     | —                    | —  | —  |   |
| 1967                                                                            | "If You Go Away" b/w "Give Him Your Love"                                                    | United Artists      | And We Were Lovers                     | —                    | —  | —  |   |
| 1967                                                                            | "Big Spender" b/w "Dangerous Games"                                                          | United Artists      | And We Were Lovers                     | 21                   | —  | —  |   |
| 1968                                                                            | "This is My Life" b/w "Without A Word"                                                       | United Artists      | This Is My Life                        | —                    | —  | —  |   |
| 1968                                                                            | "La Vita (This Is My Life)" b/w "Without A Word" (Italian release)                           | United Artists      | This Is My Life (La vita)              | —                    | —  | —  |   |
| 1968                                                                            | "Domani, Domani" b/w "Pronto...sono io" (Italian release)                                    | United Artists      | This Is My Life (La vita)              | —                    | —  | —  |   |
| 1968                                                                            | "To Give" b/w "Yes" (Italian release)                                                        | United Artists      | This Is My Life (La vita)              | —                    | —  | —  |   |
| 1968                                                                            | "To Give" b/w "My Love Has Two Faces"                                                        | United Artists      |                                        | —                    | —  | —  |   |
| 1968                                                                            | "If You Go Away" (Alternative version) b/w "E'giorno" (Italian release)                      | United Artists      | Sem Álbum                              | —                    | —  | —  |   |
| 1969                                                                            | "Chi Si Vuol Bene Come Noi..." b/w "Epirops" (Italian release)                               | United Artists      |                                        | —                    | —  | —  |   |
| 1969                                                                            | "Does Anybody Miss Me" b/w "Fa Fa Fa (Live For Today)"                                       | United Artists      | Does Anybody Miss Me                   | —                    | —  | —  |   |
| 1969                                                                            | "Com'è Piccolo Il Mondo" b/w "Softly As I Leave You" (Italian release)                       | United Artists      | Sem Álbum                              | —                    | —  | —  |   |
| 1969                                                                            | "Concerto D'autunno" b/w "My Way Of Life" (Italian release)</small                           | United Artists      | Sem Álbum                              | —                    | —  | —  |   |
| 1969                                                                            | "As I Love You" / "Kiss Me Honey Honey Kiss Me" (re-release)                                 | Philips             | The Bewitching Miss Bassey             | —                    | —  | —  |   |
| 1969                                                                            | "Fa Fa Fa (Live For Today)" b/w "The Bus that Never Comes" (German release)                  | United Artists      | Sem Álbum                              | —                    | —  | —  |   |
| 1970                                                                            | "The Sea and Sand" b/w "What About Today"                                                    | United Artists      | Something                              | —                    | —  | —  |   |
| 1970                                                                            | "Something" b/w "Easy To Be Hard"                                                            | United Artists      | Something                              | 4                    | 55 | 6  |   |
| 1970                                                                            | "Something" b/w "Ore che sei que" (Lançamento Italiano)                                      | United Artists      | Something                              | —                    | —  | —  |   |
| 1971                                                                            | "The Fool on the Hill" b/w "What Are You Doing The Rest Of Your Life"                        | United Artists      | Non Album Track                        | 48                   | —  | —  |   |
| 1971                                                                            | "(Where Do I Begin?) Love Story" b/w "For The Love Of Him"                                   | United Artists      | Something Else                         | 34                   | —  | —  |   |
| 1972                                                                            | "Diamonds are Forever" b/w "Pieces Of Dreams"                                                | United Artists      | Diamonds are Forever OST               | 38                   | 57 | 14 |   |
| 1972                                                                            | "Una Cascata di Diamanti (Vivo Di Diamanti)" b/w "Diamonds are Forever" (Lançamento Italian) | United Artists      | Diamonds are Forever OST               | —                    | —  | —  |   |
| 1972                                                                            | "For All We Know" b/w "What's Done Is Done"                                                  | United Artists      | I Capricorn                            | 6                    | —  | —  |   |
| 1972                                                                            | "I've Never Been a Woman Before" b/w "The Greatest Performance Of My Life"                   | United Artists      | I Capricorn                            | —                    | —  | —  |   |
| 1972                                                                            | "And I Love You So" b/w "I Don't Know How To Love Him"                                       | United Artists      | And I Love You So                      | —                    | —  | —  |   |
| 1972                                                                            | "The Ballad of the Sad Young Men" b/w "If I Should Find Love Again"                          | United Artists      | And I Love You So                      | —                    | —  | —  |   |
| 1973                                                                            | "Jezahel" b/w "Day By Day" (German release)                                                  | United Artists      | And I Love You So                      | —                    | —  | —  |   |
| 1973                                                                            | "Never, Never, Never" b/w "Day By Day" (#67 US R&B)                                          | United Artists      | Never Never Never                      | 8                    | 48 | 8  |   |
| 1973                                                                            | "Make the World a Little Younger" b/w "The Old Fashioned Way"                                | United Artists      | Never Never Never                      | —                    | —  | —  |   |
| 1974                                                                            | "When You Smile"                                                                             | United Artists      |                                        | —                    | —  | —  |   |
| 1974                                                                            | "Davy"                                                                                       | United Artists      |                                        | —                    | —  | 44 |   |
| 1974                                                                            | "Yesterday When I Was Young" (ao vivo) b/w "Goldfinger" (live) (Japanese release)            | United Artists      | Live In Japan                          | —                    | —  | —  |   |
| 1975                                                                            | "Good, Bad, but Beautiful" b/w "I'm Nothing Without You"                                     | United Artists      | Good, Bad but Beautiful                | —                    | —  | —  |   |
| 1975                                                                            | "Living" b/w "Everything That Touches You"                                                   | United Artists      | Good, Bad but Beautiful                | —                    | —  | —  |   |
| 1976                                                                            | "Natali" b/w "Runaway"                                                                       | United Artists      |                                        | —                    | —  | —  |   |
| 1976                                                                            | "Can't Take My Eyes off You" b/w "Born To Lose"                                              | United Artists      |                                        | —                    | —  | —  |   |
| 1977                                                                            | "I Let You Let Me Down Again" b/w "Razzle Dazzle"                                            | United Artists      | You Take My Heart Away                 | —                    | —  | —  |   |
| 1977                                                                            | "You Take My Heart Away" b/w "I Let You Let Me Down Again"                                   | United Artists      | You Take My Heart Away                 | —                    | —  | —  |   |
| 1978                                                                            | "This is My Life (La Vita)" (regravado) b/w "The Magic Is You"                               | United Artists      | The Magic Is You                       | —                    | —  | —  |   |
| 1979                                                                            | "This is My Life (La Vita)" (regravado) b/w "Copacabana (At The Copa)" (US release)          | United Artists      | The Magic Is You                       | —                    | —  | —  |   |
| 1979                                                                            | "Moonraker (Main Title)" b/w "Moonraker (End Title)"                                         | United Artists      | Moonraker OST                          | —                    | —  | —  |   |
| 1980                                                                            | "I (Who Have Nothing)" b/w "Goldfinger" (reissue)                                            | EMI Columbia        | Sem Álbum                              | —                    | —  | —  |   |
| 1982                                                                            | "All By Myself" b/w "Only When I Laugh"                                                      | Applause Records    | All By Myself                          | —                    | —  | —  |   |
| 1983                                                                            | "Thought I'd Ring You" (com Alain Delon) b/w "Memory"                                        | Polydor Records     | Sem Álbum                              | —                    | —  | —  |   |
| 1984                                                                            | "Remember" (com Al Corley) b/w "Thought I'd Ring You" (com Al Corley) (regravado)            | Polydor Records     | Sem Álbum                              | —                    | —  | —  |   |
| 1984                                                                            | "That's Right (Love Is No Game)" b/w "Memory"                                                | Polydor Records     | Sem Álbum                              | —                    | —  | —  |   |
| 1984                                                                            | "Sometimes" b/w "He Needs Me"                                                                | Towerbell Records   | Sem Álbum                              | 86                   | —  | —  |   |
| 1984                                                                            | "Natali" (regravado) b/w "As I Love You" (regravado)                                         | Towerbell Records   | I Am What I Am                         | —                    | —  | —  |   |
| 1984                                                                            | "I Am What I Am" b/w "This Is My Life" (regravado)                                           | Towerbell Records   | I Am What I Am                         | —                    | —  | —  |   |
| 1984                                                                            | "If You Don't Understand" b/w ""To All The Men I've Loved Before"                            | Towerbell Records   | I Am What I Am                         | —                    | —  | —  |   |
| 1986                                                                            | "To All the Men I've Loved Before" b/w "I Am What I Am"                                      | Towerbell Records   | I Am What I Am                         | 86                   | —  | —  |   |
| 1986                                                                            | "There's No Place Like London" b/w "Born to Sing Forever"                                    | Towerbell Records   | Sem Álbum                              | —                    | —  | —  |   |
| 1987                                                                            | "The Rhythm Divine" (Yello com Shirley Bassey)                                               | Mercury Records     | One Second                             | 54                   | —  | —  |   |
| 1988                                                                            | "Love Is No Game" b/w "Memory"                                                               | Indisc              | Sem Álbum                              | —                    | —  | —  |   |
| 1988                                                                            | "Sin Ti" b/w "Hoy No Tengo Nada"                                                             | Mercury Records     | La Mujer                               | —                    | —  | —  |   |
| 1990                                                                            | "How Do You Keep the Music Playing" b/w "The Greatest Love of All"                           | FreeStyle           | Keep the Music Playing                 | —                    | —  | —  |   |
| 1996                                                                            | "He Kills Everything You Love"                                                               | PolyGramTV          | The Show Must Go On                    | —                    | —  | —  |   |
| 1996                                                                            | "'Disco' La Passione" (com Chris Rea)                                                        | East West Records   | La Passione                            | 41                   | —  | —  |   |
| 1997                                                                            | "History Repeating" (Propellerheads com Shirley Bassey) (#1 UK Dance, #10 US Dance)          | Wall of Sound       | Decksandrumsandrockandroll             | 19                   | —  | —  |   |
| 1999                                                                            | "Light My Fire" (Shirley Bassey meets Booster)                                               | Bluenote, EMI       | Sem Álbum                              | —                    | —  | —  |   |
| 1999                                                                            | "World in Union" (dueto com Bryn Terfel)                                                     | Decca Records       | Land of My Fathers                     | 35                   | —  | —  |   |
| 2000                                                                            | "Where Do I Begin" (remix)                                                                   | Liberty, EMI        | The Remix Album...Diamonds are Forever | —                    | —  | —  |   |
| 2002                                                                            | "You Can Have Him" (remix) (DJ Guy Gerber com Shirley Bassey)                                | Whoop! Records      | Sem Álbum                              | —                    | —  | —  |   |
| 2005                                                                            | "Diamonds from Sierra Leone" (Kanye West com [não creditado] Shirley Bassey)                 | Roc-A-Fella Records | Late Registration                      | 8                    | 43 | —  |   |
| 2005                                                                            | "That's What Friends Are For" (remix)                                                        | ZYX Records         | Golden Disco-Hits 2                    | —                    | —  | —  |   |
| 2007                                                                            | "The Living Tree"                                                                            | Lock Stock & Barrel | Get the Party Started                  | 37                   | —  | —  |   |
| 2007                                                                            | "Get the Party Started" (#3 US Dance)                                                        | Lock Stock & Barrel | Get the Party Started                  | 47                   | —  | —  |   |
| 2007                                                                            | "Big Spender" (remix)                                                                        | Lock Stock & Barrel | Get the Party Started                  | —                    | —  | —  |   |
| "—" denotes releases that did not chart or were not released in that territory. |                                                                                              |                     |                                        |                      |    |    |   |

## EPs
| Ano  | EP                                                    |
| ---- | ----------------------------------------------------- |
| 1957 | Shirley Bassey at the Cafe de Paris (gravado ao vivo) |
| 1958 | As I Love You                                         |
| 1958 | Blues by Bassey                                       |
| 1958 | Love for Sale                                         |
| 1959 | The Fabulous Shirley Bassey                           |
| 1959 | The Fabulous Shirley Bassey No.2                      |
| 1959 | Showboat-Excerpts                                     |
| 1959 | Showboat-Excerpts No.2                                |
| 1960 | As Long as He Needs Me                                |
| 1961 | Shirley Bassey                                        |
| 1961 | Shirley Bassey No.2                                   |
| 1961 | Shirley No.3                                          |
| 1962 | Let's Face the Music                                  |
| 1962 | Shirley's Most Requested Songs                        |
| 1962 | Till and Other Great Songs                            |
| 1963 | The Hits of Shirley Bassey                            |
| 1963 | In Other Words...                                     |
| 1964 | I (Who Have Nothing)                                  |
| 1964 | The Dynamic Shirley Bassey                            |

## Trilhas Sonoras Originais
| Ano  | Canção                                                 | Filme                |
| ---- | ------------------------------------------------------ | -------------------- |
| 1964 | "Goldfinger"                                           | Goldfinger           |
| 1965 | "The Liquidator"                                       | The Liquidator       |
| 1965 | "The Liquidator" (alternative version)                 | The Liquidator       |
| 1965 | "My Liquidator"                                        | The Liquidator       |
| 1968 | "My Love has Two Faces"                                | Deadfall             |
| 1971 | "Diamonds are Forever"                                 | Diamonds are Forever |
| 1971 | "Una Cascata di Diamanti" (Italian release only)       | Diamonds are Forever |
| 1979 | "Moonraker"                                            | Moonraker            |
| 1979 | "Moonraker" (End Title)                                | Moonraker            |
| 1996 | "'Disco' La Passione"                                  | La Passione          |
| 1996 | "Shirley, Do You Own a Ferrari?" (dueto com Chris Rea) | La Passione          |
| 2010 | "Guardian of the Highlands" (TBR)                      | Sir Billi (TBR)      |